# Suggoi! Arcana Heart 2
Suggoi! Arcana Heart 2 (すっごい! アルカナハート 2?, Suggoi! Arcana Heart 2) è un picchiaduro a incontri in 2D sviluppato dalla Examu e pubblicato il 30 ottobre 2008, come versione aggiornata di Arcana Heart 2. Rispetto a Arcana Heart 2, questa nuova versione ripara alcuni bug precedenti, rende i personaggi più equilibrati, ed utilizza una nuova grafica. Inoltre sono presenti tre nuovi personaggi (Nazuna Inuwaka, Akane Inuwaka e Parace L'Sia), i rispettivi Arcana ed un nuovo ambiente.
Una versione aggiornata del gioco è stata pubblicata il 27 febbraio 2009, mentre una conversione per PlayStation 2 è stata resa disponibile il 9 aprile 2009 esclusivamente in Giappone.

## Sequel
- Arcana Heart (2006)
- Arcana Heart 2 (2008)
- Arcana Heart 3 (2009)